# Cousolre
Cousolre is een gemeente in het Franse Noorderdepartement in de regio Hauts-de-France en telde op 1 januari 2022 2.160 inwoners. De plaats maakt deel uit van het arrondissement Avesnes-sur-Helpe.

## Geografie
De oppervlakte van Cousolre bedroeg op 1 januari 2022 20,98 vierkante kilometer; de bevolkingsdichtheid was toen 103 inwoners per km². In de gemeente ligt spoorwegstation Cousolre.

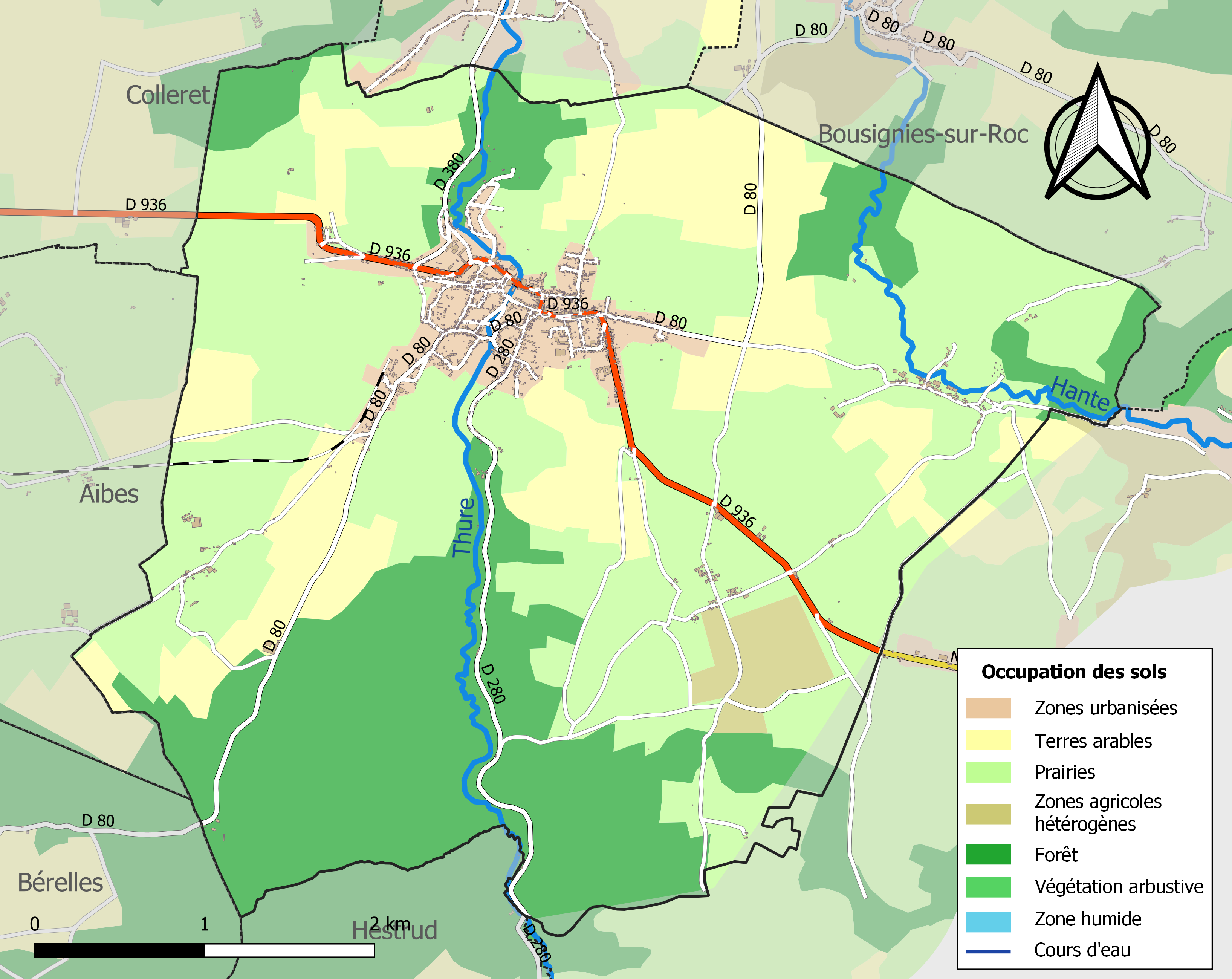
Kaart van de gemeente met belangrijkste infrastructuur, bodemgebruik en omliggende gemeenten

## Demografie
Onderstaande figuur toont het verloop van het inwonertal (bron: INSEE-tellingen).

## Geboren in Cousolre
- Waldetrudis van Bergen (ca. 612-688), Belgisch christelijk heilige; beschermvrouwe van de stad Bergen (Mons)